# Faculdade de Jandaia do Sul
A Faculdade de Jandaia do Sul (Fafijan), é uma instituição privada de ensino superior, com sede na cidade de Jandaia do Sul, Paraná, Brasil.
É mantida pela Fundação Educacional Jandaia do Sul, pessoa jurídica de direito privado, sem fins lucrativos, foi criada pela Lei Municipal nº. 496/66 e desvinculada do Poder Público Municipal pela Lei nº. 771/72. A Instituição e seus primeiros cursos receberam autorização para funcionamento no dia 9 de dezembro de 1966 e foram reconhecidos em 1973, através do Decreto 71.903/73.